# Gheorghe Cornea
 (mai 2018).
Si vous disposez d'ouvrages ou d'articles de référence ou si vous connaissez des sites web de qualité traitant du thème abordé ici, merci de compléter l'article en donnant les références utiles à sa vérifiabilité et en les liant à la section « Notes et références ».
 (mai 2018).
Gheorghe Cornea, né le 7 juin 1967 à Târgu Jiu (Roumanie), est un footballeur roumain reconverti ensuite comme entraîneur professionnel, qui évoluait au poste d'attaquant.
En 2002, il est nommé citoyen d'honneur de la ville de Agadir.

## Carrière de joueur
Il a particulièrement marqué l'histoire du football marocain par son talent, et surtout en étant le premier attaquant roumain a évolué dans ce championnat[réf. nécessaire].

## Carrière d'entraîneur
Gheorghe Cornea a une carrière d'entraineur professionnel très rempli. Il a travaillé en Europe, mais également en Afrique et au Moyen-Orient. 
Il entraîne dans les meilleurs championnats de ces différentes régions, et a de nombreux joueurs de renom sous sa direction[réf. nécessaire].
Il n'est pas qu'entraîneur de clubs mais également Sélectionneur et Directeur Technique.
Liste des équipes qu'il a entraîné :
| Année                   | Équipe                                                                          |                                                                                 |                                                                                 |
| 2004–2005               | Minerul Certej (Entraineur général)                                             | Minerul Certej (Entraineur général)                                             | Minerul Certej (Entraineur général)                                             |
| 2005–2006               | CS Mureșul Deva (Entraineur général)                                            | CS Mureșul Deva (Entraineur général)                                            | CS Mureșul Deva (Entraineur général)                                            |
| 2006–2008               | Hassania d'Agadir (Entraîneur de l'équipe des moins de 21 ans)                  | Hassania d'Agadir (Entraîneur de l'équipe des moins de 21 ans)                  | Hassania d'Agadir (Entraîneur de l'équipe des moins de 21 ans)                  |
| 2008–2009               | Al-Shabab Riyad (Entraîneur adjoint)                                            | Al-Shabab Riyad (Entraîneur adjoint)                                            | Al-Shabab Riyad (Entraîneur adjoint)                                            |
| 2009                    | Al Nasr Salalah (Entraîneur adjoint)                                            | Al Nasr Salalah (Entraîneur adjoint)                                            | Al Nasr Salalah (Entraîneur adjoint)                                            |
| 2010                    | Al-Taawoun (Entraîneur adjoint)                                                 | Al-Taawoun (Entraîneur adjoint)                                                 | Al-Taawoun (Entraîneur adjoint)                                                 |
| 2010–2011               | CS CFR Simeria (Entraineur général)                                             | CS CFR Simeria (Entraineur général)                                             | CS CFR Simeria (Entraineur général)                                             |
| 2011                    | Ohod Club (Entraineur général)                                                  | Ohod Club (Entraineur général)                                                  | Ohod Club (Entraineur général)                                                  |
| 2012                    | Al-Taawoun (Entraineur général)                                                 | Al-Taawoun (Entraineur général)                                                 | Al-Taawoun (Entraineur général)                                                 |
| 2012–2013               | AFC Fortuna Poiana Câmpina (Entraineur général)                                 | AFC Fortuna Poiana Câmpina (Entraineur général)                                 | AFC Fortuna Poiana Câmpina (Entraineur général)                                 |
| 2013–2014               | Hassania d'Agadir (Directeur Technique)                                         | Hassania d'Agadir (Directeur Technique)                                         | Hassania d'Agadir (Directeur Technique)                                         |
| 2014–2016               | Roumanie -18 ans (Sélectionneur National de l’Équipe Nationale de moins 18 ans) | Roumanie -18 ans (Sélectionneur National de l’Équipe Nationale de moins 18 ans) | Roumanie -18 ans (Sélectionneur National de l’Équipe Nationale de moins 18 ans) |
| July 2016– January 2017 | Qatar Sports Club (Entraîneur adjoint)                                          | Qatar Sports Club (Entraîneur adjoint)                                          | Qatar Sports Club (Entraîneur adjoint)                                          |
| 2017–2018               | CNS Cetate Deva (Entraineur général)                                            | CNS Cetate Deva (Entraineur général)                                            | CNS Cetate Deva (Entraineur général)                                            |
| 2018–2019               | Al-Shorta El-Gadarif (Entraineur général)                                       | Al-Shorta El-Gadarif (Entraineur général)                                       | Al-Shorta El-Gadarif (Entraineur général)                                       |
| 2019–                   | Al-Hazm Rass (Entraineur adjoint)                                               | Al-Hazm Rass (Entraineur adjoint)                                               | Al-Hazm Rass (Entraineur adjoint)                                               |

## Palmarès

### Joueur
- Champion du Maroc en 2002 et 2003 avec le Hassania d'Agadir
- Finaliste de la Coupe du Maroc en 2001 avec le Maghreb de Fès

### Entraîneur
- Champion du Maroc des moins de 21 ans en 2008 avec le Hassania d'Agadir
- Vice-champion d'Arabie Saoudite en 2010 avec Al-Taawoun (comme entraîneur adjoint)

## Vie personnelle
Gheorghe Cornea parle couramment le roumain, le français et l'anglais. Il peut également comprendre l'arabe. 

## Diplômes et titres
- Licence d'entraîneur UEFA reconnu par les Instances de la FIFA
- Diplôme d'Ingénieur en Métallurgie
- Membre de la Commission du développement du football des jeunes de la Fédération Roumaine de Football